# ستيوارت والاس
ستيوارت والاس (بالإنجليزية: Stewart Wallace)‏ هو ملحن أمريكي، ولد في 21 نوفمبر 1960 في فيلادلفيا في الولايات المتحدة.

## وصلات خارجية
- ستيوارت والاس على موقع ميوزك برينز (الإنجليزية)